# Верляйн, Паскаль
Паска́ль Верля́йн (нем. Pascal Wehrlein; род. 18 октября 1994 в Зигмарингене, Германия) — немецкий автогонщик. Чемпион серии Deutsche Tourenwagen Masters 2015 года. В 2016 и 2017 годы выступал в Формуле-1, с февраля 2019 года — тест-пилот команды Формулы-1 Ferrari.

## Личные данные
Отец Верляйна Рихард является немцем, а мать Шанталь — из Маврикия. Он отучился на специалиста по точным приборам на фирме своего отца. Входил в состав молодёжной программы «Мерседеса».

## Карьера
Верляйн начал заниматься картингом в 2003 году. С 2005 по 2009 года он принимал участие во множестве соревнований по картингу, в которых одержал 44 победы. В 2009 году дошёл до категории KF2, в которой в серии ADAC Kart Masters занял пятое место.

### ADAC Формула-Мастер
В 2010 году Паскаль дебютировал в немецкой серии ADAC Формула-Мастер в составе команды «Mucke Motorsport». В первой же гонке на этапе на Ошерслебене он занял третье место, оказавшись позади Патрика Шраннера и Ричи Стенэвея, а также поставил лучший круг. На втором этапе чемпионата Верляйн занял призовые места во всех трёх гонках: в первой финишировал на третьем месте, пропустив Ричи Стенэвея и Марио Фарнбахера, во второй — на втором, не сумев обойти только Стенэвея, и в третьей — первым, оставив позади своих соперников. За сезон Паскаль набрал 147 очков и занял шестое место в личном зачёте.
В 2011 году Верляйн добился ещё больших успехов, чем в предыдущем сезоне. В первой гонке этапа на Ошерслебене он занял первое место, в следующих двух — второе, в обеих пропустив Эмиля Бернсторфа. Также Паскаль выиграл первую гонку на Заксенринге, все на Золдере, две первых на Нюрбургринге и первую на Лаузицринге; занимал третье место во второй гонке на Ред Булл Ринге, второй и третей на Лаузицринге и первой на Хоккенхаймринге. С 14 подиумами (из которых 8 — победы), 7 поулами и 4 лучшими кругами он набрал за сезон 331 очко и стал чемпионом серии.

### Формула-3
С 2012 года Верляйн стал участвовать в европейских сериях. В этом сезоне он дебютировал в Чемпионате Европы Формулы-3 в составе команды «Mucke Motorsport». Там Паскаль шесть раз побывал на подиуме: занял второе место в первой гонке на Ред Булл Ринге, третье и первое места соответственно в гонках на Нюрбургринге, третье место во второй гонке на Зандворте и второе место в обоих гонках на Хоккенхаймринге. Он набрал 181 очко и занял четвёртое место в личном зачёте, оставшись позади Даниэля Хункадельи, Рафаэле Марчелло и Феликса Розенквиста.
Также в 2012 году Паскаль принял участие в Евросерии Формулы-3. В этой серии он выиграл вторую гонку на Норисринге и третью на Нюрбургринге, занимал вторые места в первой гонке на Ред Булл Ринге и в первой и третьей гонках на Хоккенхаймринге, финишировал третьим во второй гонке на Брэндс-Хэтч, первой гонке на Нюрбургринге, второй и третьей гонках на Зандворте, второй гонке в Валенсии. Две победы и ещё восемь появлений на подиуме позволили Верляйну набрать 229 очков и занять второе место, не сумев обойти по очкам лишь Хункаделью.
Помимо этого в 2012 году Верляйн участвовал в гонке Гран-при Макао, в которой занял четвёртое место, и гонке Формула-3 Мастерс, где финишировал на пятом месте.
В 2013 году Паскаль провёл этап в Монце Чемпионата Европы Формулы-3, на котором в трёх гонках занял третье, первое и второе места соответственно и набрал 49 очков.

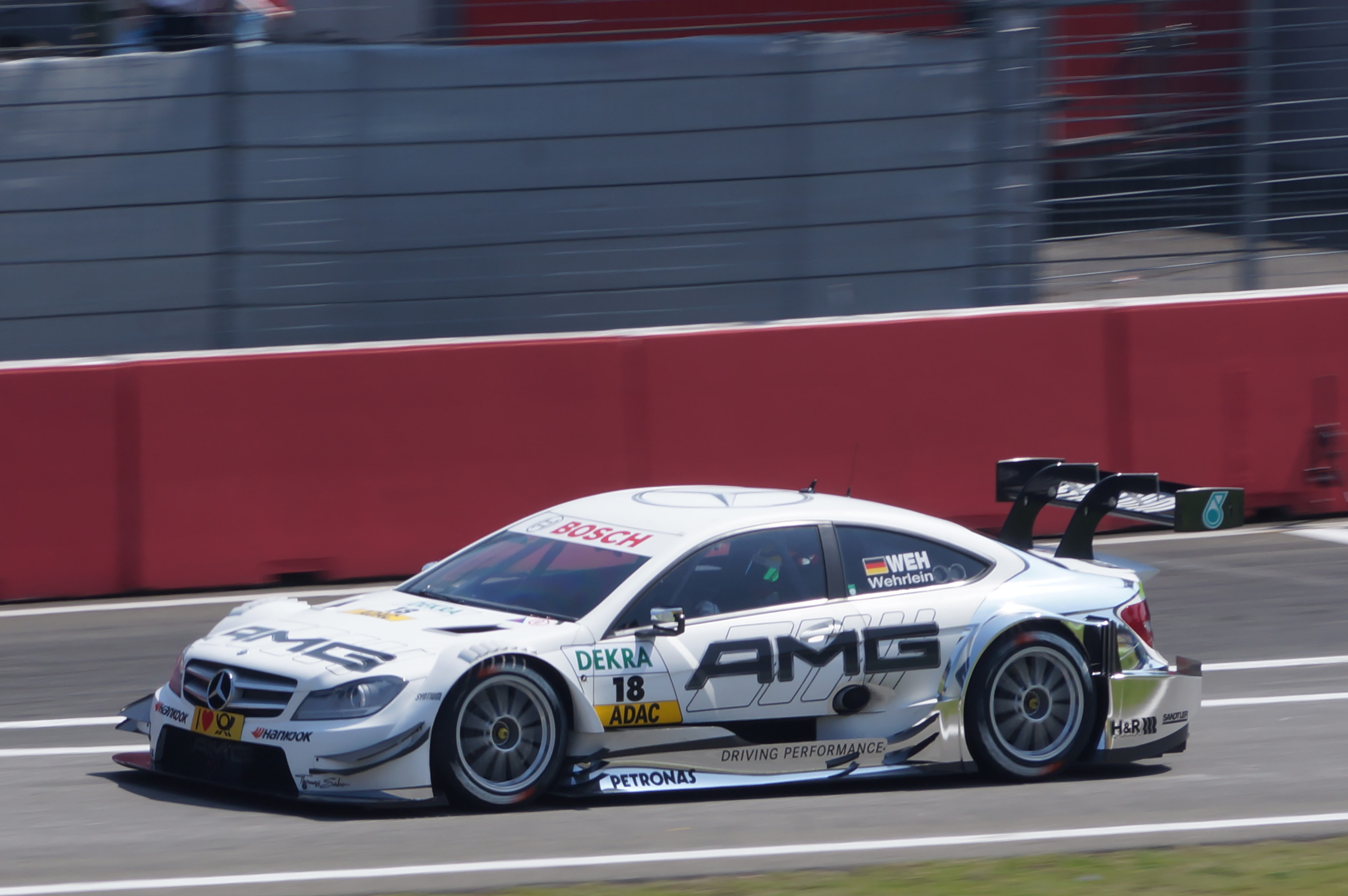
Верляйн на этапе DTM в Хоккенхайме, 2013

### DTM

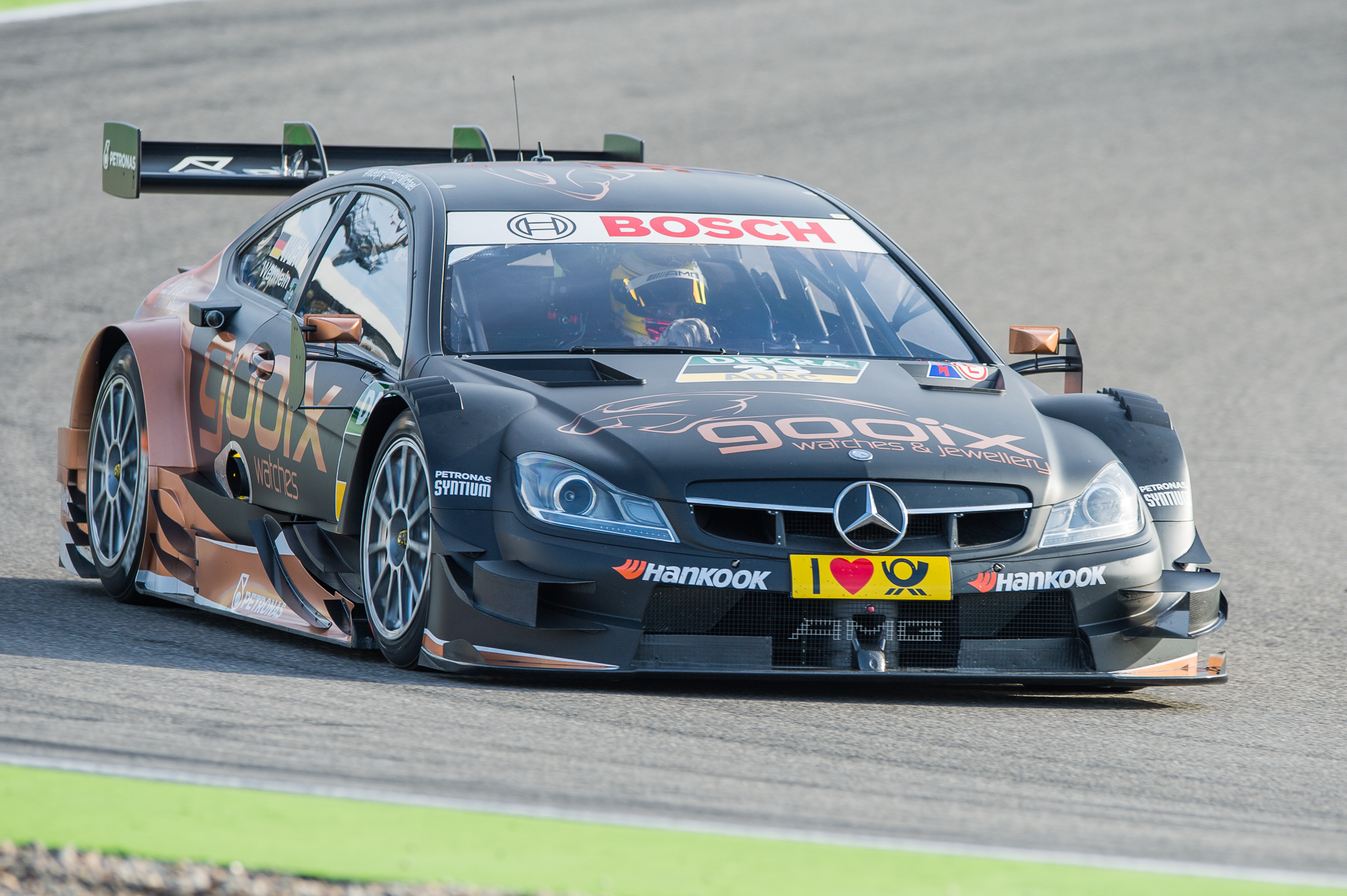
Верляйн на этапе DTM в Хоккенхайме, 2014

В 2013 году Верляйн дебютировал в серии DTM в составе команды «Mucke Motorsport». За 10 проведённых гонок он только три раза смог попасть в очковую зону, и то на десятое место: в гонках на Брэндс-Хэтч, Ред Булл Ринге и Нюрбургринге, в последней сумел показать лучшее время прохождения круга. С тремя набранными очками Паскаль закончил сезон на 22 месте.

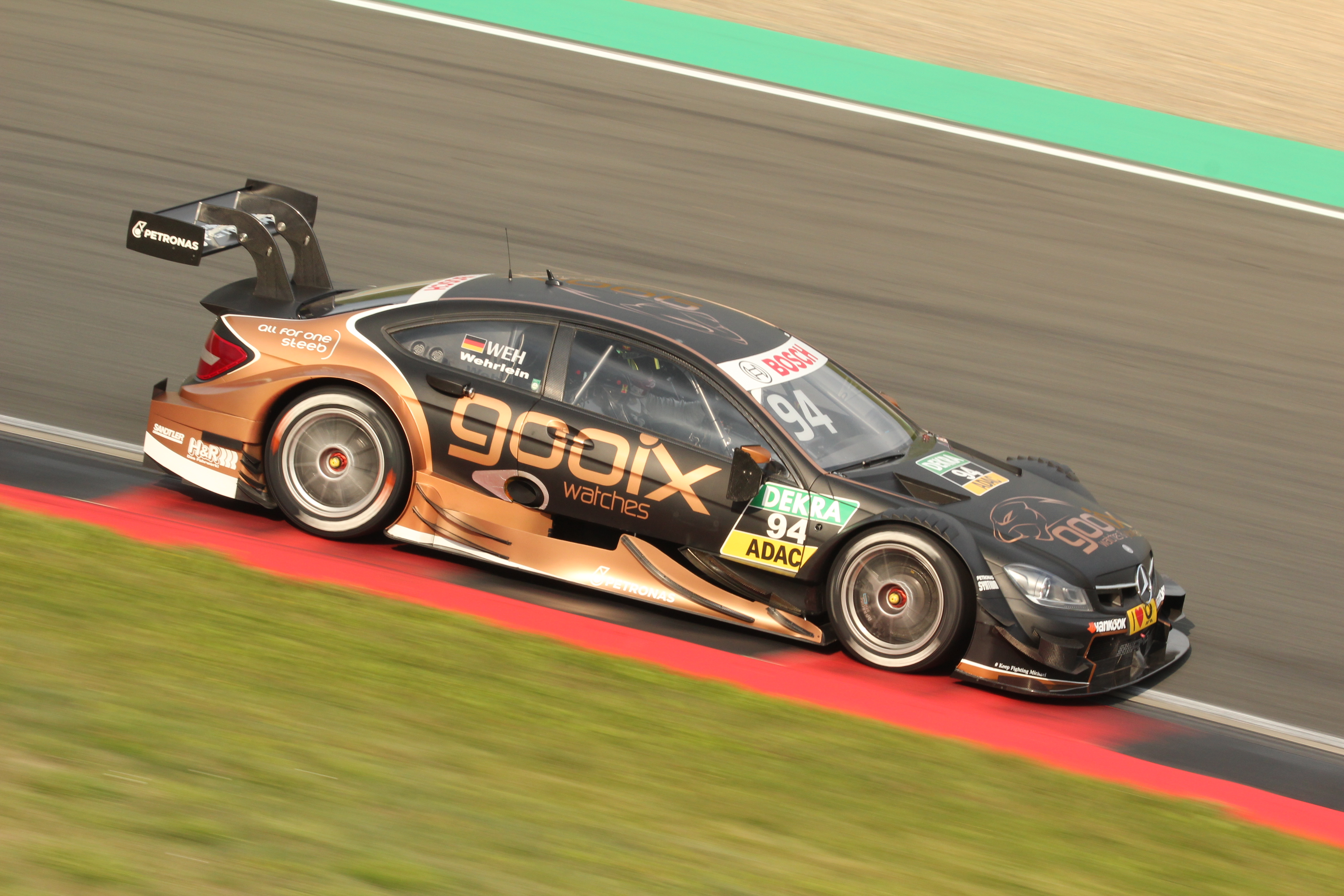
Верляйн на этапе DTM на Ошерслебене, 2015

В 2014 году Верляйн продолжил выступать в DTM, но уже в команде «gooix Mercedes AMG» — второй команде Mercedes. В этом сезоне он сумел показать более хорошие результаты: первое место на Лаузицринге, 46 набранных очков и 8 место в личном зачёте. В 2015 году Паскаль был переведён в основную команду Mercedes — «DTM Team HWA», в составе которой стал чемпионом серии. Он смог заполучить титул благодаря 169 набранным очкам, полученных в результате двух побед в первых гонках на Норисринге и в Москве, двух занятых вторых мест в первых гонках на Хоккенхаймринге и Ред Булл Ринге, одного третьего места в первой на Нюрбургринге и попаданий в очковую зону в других гонках.

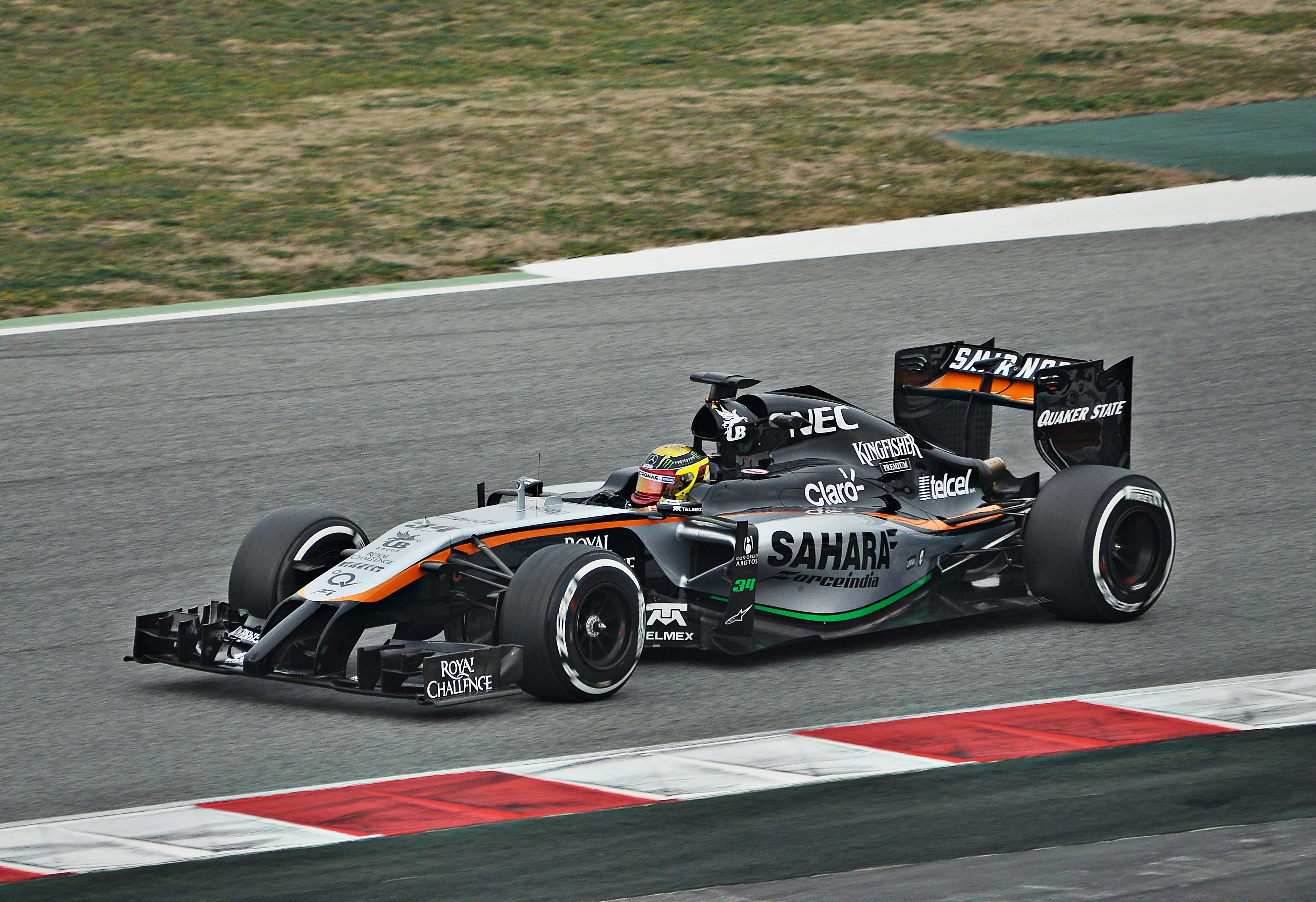
Верляйн за рулём болида «Форс Индии» на тестах 2015 года в Барселоне

### Формула-1

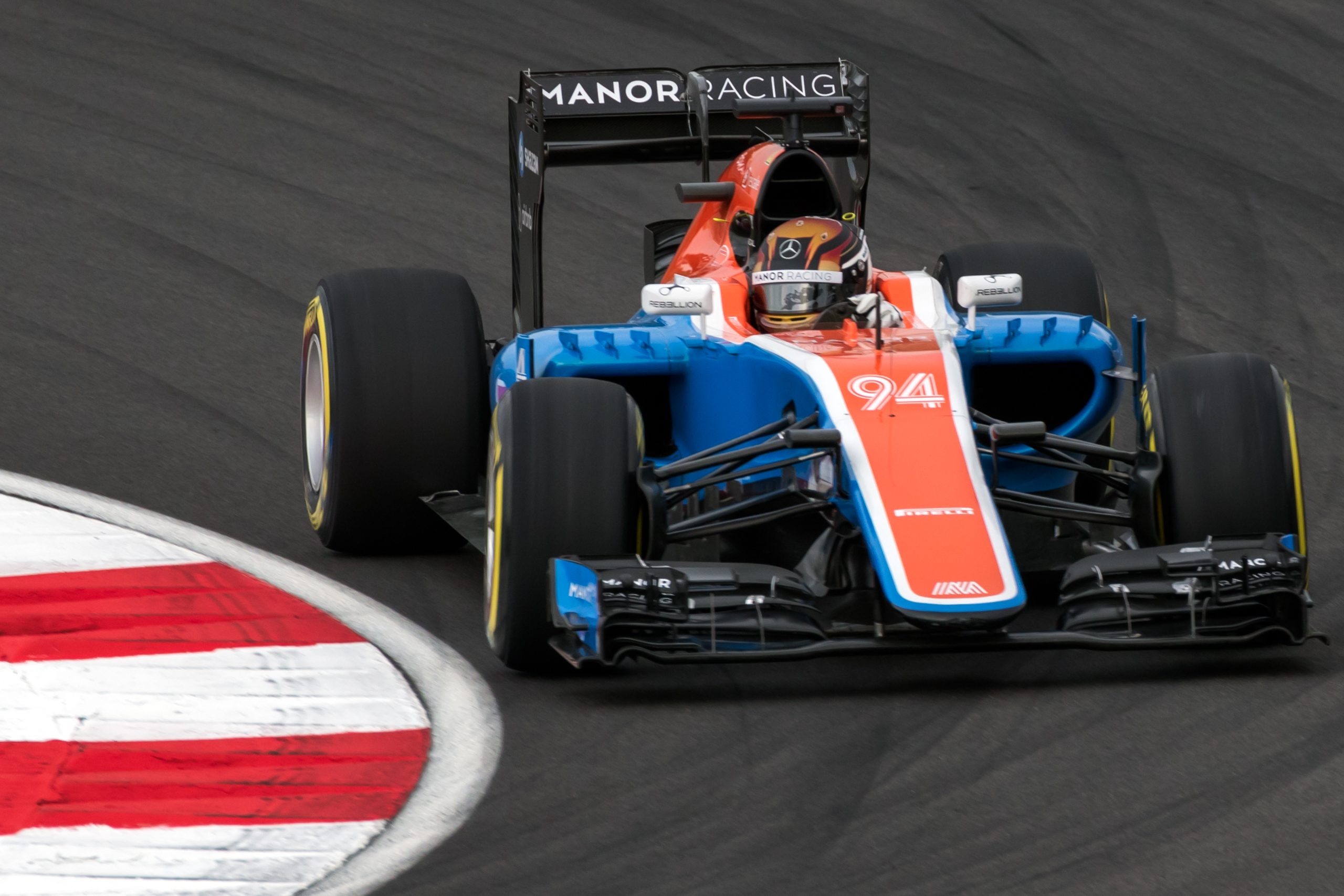
Верляйн за рулём болида «Манор» на этапе Формулы-1 в Малайзии, 2016

С 2014 по 2018 года Верляйн являлся тест-пилотом в команде «Мерседес» Формулы-1, в 2015 году также занимал эту должность в «Форс Индии».

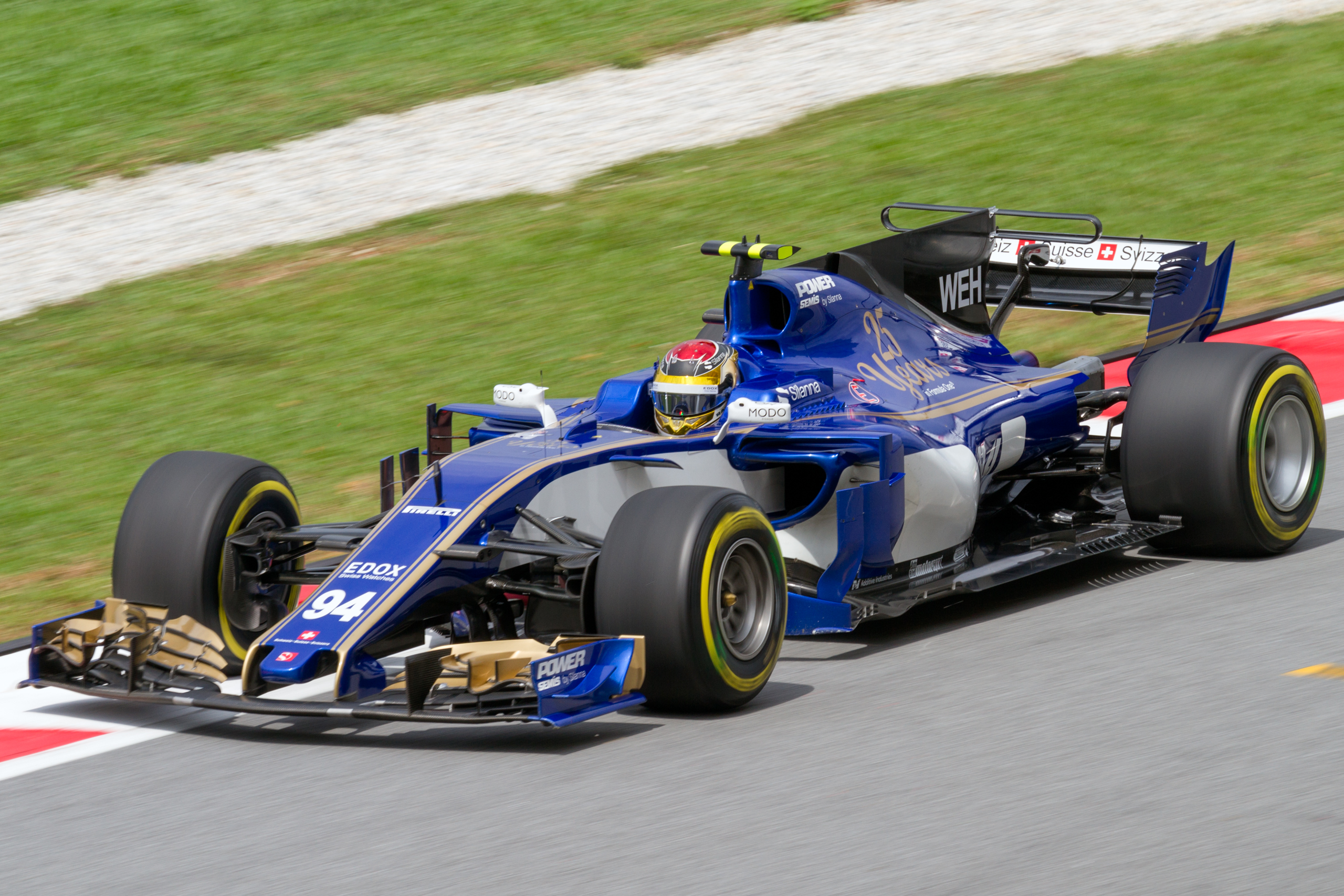
Верляйн за рулём болида «Заубер» на этапе Формулы-1 в Малайзии, 2017

В феврале 2016 года было объявлено о том, что Паскаль стал боевым пилотом команды «Манор». По контракту «Мерседес» выплатил «Манору» за Верляйна 5-6 млн евро, а также предоставил доступ к своей аэродинамической трубе. 3 июля 2016 года в Австрии Верляйн заработал одно очко, по итогам сезона 2016 стал 19-м.
В январе 2017 года Верляйн подписал контракт с командой «Заубер» на сезон 2017. Немецкий пилот был вынужден пропустить два первых этапа чемпионата из-за травмы шеи, полученной во время участия в «Гонке чемпионов». На пятом этапе сезона в Испании Паскаль закончил гонку восьмым, тем самым заработав четыре очка и показав лучший для себя результат за время выступления в Формуле-1.

### Возвращение в DTM
Не найдя себе места боевого пилота в Формуле-1 после окончания сезона 2017 года, Верляйн вернулся в DTM. За год выступлений немец лишь раз поднялся на подиум — занял третье место в гонке на Лаузицринге. Всего набрал 108 очков и в личном зачёте стал восьмым.

### Формула-Е
В октябре 2018 года руководство команды Mahindra Racing объявило, что Паскаль станет гонщиком Формулы Е в сезоне 2018/19 годов. На этапе в Сантьяго он занял второе место, в гонке в Мехико завоевал поул-позицию и показал лучшее время.

## Результаты выступлений
| Сезон   | Серия                      | Команда                          | Гонки                | Победы               | Поулы                | Л/Круги              | Подиумы              | Очки                 | Место                |
| ------- | -------------------------- | -------------------------------- | -------------------- | -------------------- | -------------------- | -------------------- | -------------------- | -------------------- | -------------------- |
| 2010    | ADAC Формула-Мастер        | Mucke Motorsport                 | 20                   | 1                    | 1                    | 1                    | 4                    | 147                  | 6                    |
| 2011    | ADAC Формула-Мастер        | ADAC Berlin-Brandenburg e.V.     | 24                   | 8                    | 7                    | 4                    | 13                   | 331                  | 1                    |
| 2012    | Евросерия Формулы-3        | Mucke Motorsport                 | 24                   | 1                    | 1                    | 1                    | 10                   | 226                  | 2                    |
| 2012    | Чемпионат Европы Формулы-3 | Mucke Motorsport                 | 20                   | 1                    | 1                    | 1                    | 6                    | 179                  | 4                    |
| 2012    | Формула-3 Мастерс          | Mucke Motorsport                 | 1                    | 0                    | 0                    | 0                    | 0                    | н/д                  | 5                    |
| 2012    | Гран-при Макао             | Mucke Motorsport                 | 1                    | 0                    | 0                    | 0                    | 0                    | н/д                  | 4                    |
| 2013    | Чемпионат Европы Формулы-3 | Mucke Motorsport                 | 3                    | 1                    | 2                    | 2                    | 3                    | 49                   | 14                   |
| 2013    | DTM                        | Mucke Motorsport                 | 10                   | 0                    | 0                    | 1                    | 0                    | 3                    | 22                   |
| 2014    | DTM                        | gooix Mercedes AMG               | 10                   | 1                    | 1                    | 0                    | 1                    | 46                   | 8                    |
| 2014    | Формула-1                  | Mercedes                         | тест/резервный пилот | тест/резервный пилот | тест/резервный пилот | тест/резервный пилот | тест/резервный пилот | тест/резервный пилот | тест/резервный пилот |
| 2015    | DTM                        | DTM Team HWA                     | 18                   | 2                    | 0                    | 1                    | 5                    | 169                  | 1                    |
| 2015    | Формула-1                  | Mercedes                         | тест/резервный пилот | тест/резервный пилот | тест/резервный пилот | тест/резервный пилот | тест/резервный пилот | тест/резервный пилот | тест/резервный пилот |
| 2015    | Формула-1                  | Форс Индия                       | тест/резервный пилот | тест/резервный пилот | тест/резервный пилот | тест/резервный пилот | тест/резервный пилот | тест/резервный пилот | тест/резервный пилот |
| 2016    | Формула-1                  | Manor Racing                     | 21                   | 0                    | 0                    | 0                    | 0                    | 1                    | 19                   |
| 2016    | Формула-1                  | Mercedes                         | тест/резервный пилот | тест/резервный пилот | тест/резервный пилот | тест/резервный пилот | тест/резервный пилот | тест/резервный пилот | тест/резервный пилот |
| 2017    | Формула-1                  | Заубер                           | 19                   | 0                    | 0                    | 0                    | 0                    | 5                    | 18                   |
| 2018    | DTM                        | Mercedes-AMG DTM Team HWA        | 20                   | 0                    | 1                    | 0                    | 1                    | 108                  | 8                    |
| 2018    | Формула-1                  | Mercedes                         | тест/резервный пилот | тест/резервный пилот | тест/резервный пилот | тест/резервный пилот | тест/резервный пилот | тест/резервный пилот | тест/резервный пилот |
| 2018/19 | Формула-Е                  | Mahindra Racing                  | 12                   | 0                    | 1                    | 2                    | 1                    | 58                   | 12                   |
| 2019    | Формула-1                  | Ferrari                          | тест/резервный пилот | тест/резервный пилот | тест/резервный пилот | тест/резервный пилот | тест/резервный пилот | тест/резервный пилот | тест/резервный пилот |
| 2019/20 | Формула-Е                  | Mahindra Racing                  | 5                    | 0                    | 0                    | 1                    | 0                    | 14                   | 18                   |
| 2020    | Формула-1                  | Scuderia Ferrari                 | тест/резервный пилот | тест/резервный пилот | тест/резервный пилот | тест/резервный пилот | тест/резервный пилот | тест/резервный пилот | тест/резервный пилот |
| 2020/21 | Формула-Е                  | TAG Heuer Porsche Formula E Team | 15                   | 0                    | 1                    | 0                    | 1                    | 79                   | 11                   |
| 2021/22 | Формула-Е                  | TAG Heuer Porsche Formula E Team | 16                   | 1                    | 1                    | 0                    | 1                    | 71                   | 10                   |
| 2022/23 | Формула-Е                  | TAG Heuer Porsche Formula E Team | 16                   | 3                    | 0                    | 0                    | 4                    | 149                  | 4                    |
| 2023/24 | Формула-Е                  | TAG Heuer Porsche Formula E Team | 16                   | 3                    | 3                    | 0                    | 5                    | 198                  | 1                    |
| 2024/25 | Формула-Е                  | TAG Heuer Porsche Formula E Team |                      |                      |                      |                      |                      |                      |                      |
| 2025    | Чемпионат IMSA — GTP       | JDC–Miller MotorSports           |                      |                      |                      |                      |                      |                      |                      |

### Формула-1
| Легенда к таблице |                                                                    |
| --- | ------------------------------------------------------------------ |
| В таблице перечислены результаты всех Гран-при Формулы-1, в которых принимал участие гонщик. Строками таблицы являются сезоны, столбцами — этапы чемпионата мира. В каждой клетке указаны сокращённое название этапа и результат, дополнительно обозначенный цветом. Расшифровка обозначений и цветов представлена в нижеследующей таблице. |                                                                    |
| \| Пример \| Описание \| \| ------------ \| ------------------------------------------------------------------ \| \| 1 \| Победитель \| \| 2 \| Второе место \| \| 3 \| Третье место \| \| 5 \| Финишировал, заработав очки \| \| Сход \| Не финишировал, но при этом заработал очки \| \| 12 \| Финишировал, не получив очков \| \| НКЛ \| Финишировал, но не попал в финальную классификацию \| \| 15 \| Участвовал вне зачёта, либо по отдельной классификации \| \| 18 \| Не финишировал, но попал в финальную классификацию \| \| Сход \| Не финишировал \| \| НКВ \| Не прошёл квалификацию \| \| НПКВ \| Не прошёл предквалификацию \| \| ДСК \| Дисквалифицирован \| \| ИСК \| Исключён из протокола соревнований \| \| ТТ \| Заявлен для участия только в тренировках \| \| НС \| Участвовал в квалификации, но не стартовал в гонке \| \| Т \| Травмирован или болен \| \| ОТК \| Отказ от участия \| \| НТР \| Прибыл на соревнования, но на трассу не выезжал \| \| НПР \| Был заявлен в числе участников, но не прибыл к началу соревнований \| \| О \| Соревнования отменены \| \| \| Не участвовал \| \| Поул-позиция \| \| \| Быстрый круг \| \| |                                                                    |
| Пример | Описание                                                           |
| 1 | Победитель                                                         |
| 2 | Второе место                                                       |
| 3 | Третье место                                                       |
| 5 | Финишировал, заработав очки                                        |
| Сход | Не финишировал, но при этом заработал очки                         |
| 12 | Финишировал, не получив очков                                      |
| НКЛ | Финишировал, но не попал в финальную классификацию                 |
| 15 | Участвовал вне зачёта, либо по отдельной классификации             |
| 18 | Не финишировал, но попал в финальную классификацию                 |
| Сход | Не финишировал                                                     |
| НКВ | Не прошёл квалификацию                                             |
| НПКВ | Не прошёл предквалификацию                                         |
| ДСК | Дисквалифицирован                                                  |
| ИСК | Исключён из протокола соревнований                                 |
| ТТ | Заявлен для участия только в тренировках                           |
| НС | Участвовал в квалификации, но не стартовал в гонке                 |
| Т | Травмирован или болен                                              |
| ОТК | Отказ от участия                                                   |
| НТР | Прибыл на соревнования, но на трассу не выезжал                    |
| НПР | Был заявлен в числе участников, но не прибыл к началу соревнований |
| О | Соревнования отменены                                              |
| | Не участвовал                                                      |
| Поул-позиция |                                                                    |
| Быстрый круг |                                                                    |

| Сезон | Команда           | Шасси       | Двигатель                      | Ш | 1      | 2      | 3      | 4      | 5      | 6        | 7      | 8        | 9      | 10       | 11     | 12       | 13       | 14       | 15     | 16     | 17       | 18     | 19       | 20     | 21     | Место | Очки |
| ----- | ----------------- | ----------- | ------------------------------ | - | ------ | ------ | ------ | ------ | ------ | -------- | ------ | -------- | ------ | -------- | ------ | -------- | -------- | -------- | ------ | ------ | -------- | ------ | -------- | ------ | ------ | ----- | ---- |
| 2016  | Manor Racing Team | Manor MRT05 | Mercedes PU106C Hybrid 1,6 V6T | P | АВС 16 | БАХ 13 | КИТ 18 | РОС 18 | ИСП 16 | МОН 14   | КАН 17 | ЕВР Сход | АВТ 10 | ВЕЛ Сход | ВЕН 19 | ГЕР 17   | БЕЛ Сход | ИТА Сход | СИН 16 | МАЛ 15 | ЯПО 22   | США 17 | МЕК Сход | БРА 15 | АБУ 14 | 19    | 1    |
| 2017  | Sauber F1 Team    | Sauber C36  | Ferrari 061 1,6 V6T            | P | АВС Т  | КИТ Т  | БАХ 11 | РОС 16 | ИСП 8  | МОН Сход | КАН 15 | АЗЕ 10   | АВТ 14 | ВЕЛ 17   | ВЕН 15 | БЕЛ Сход | ИТА 16   | СИН 12   | МАЛ 17 | ЯПО 15 | США Сход | МЕК 14 | БРА 14   | АБУ 14 |        | 18    | 5    |

### Формула-Е
| Сезон   | Команда                          | Шасси              | Двигатель            | 1        | 2        | 3      | 4     | 5        | 6        | 7        | 8       | 9      | 10       | 11       | 12     | 13     | 14     | 15    | 16       | Место | Очки |
| ------- | -------------------------------- | ------------------ | -------------------- | -------- | -------- | ------ | ----- | -------- | -------- | -------- | ------- | ------ | -------- | -------- | ------ | ------ | ------ | ----- | -------- | ----- | ---- |
| 2018/19 | Mahindra Racing                  | Spark SRT05e       | Mahindra M5Electro   | ДИР      | МАР Сход | САН 2  | МЕХ 6 | ГКГ сход | СНЬ 7    | РИМ 10   | ПАР 10  | МОН 4  | БЕР 10   | БРН сход | НЙК 7  | НЙК 12 |        |       |          | 12    | 58   |
| 2019/20 | Mahindra Racing                  | Spark SRT05e       | Mahindra M6Electro   | ДИР 11   | ДИР 15   | САН 4  | МЕХ 9 | МАР 22   | БЕР      | БЕР      | БЕР     | БЕР    | БЕР      | БЕР      |        |        |        |       |          | 18    | 14   |
| 2020/21 | TAG Heuer Porsche Formula E Team | Spark SRT05e       | Porsche 99X Electric | ДИР 5    | ДИР 10   | РИМ 7  | РИМ 3 | ВАЛ Сход | ВАЛ 18   | МОН Сход | ПУЭ ДСК | ПУЭ 4  | НЙК Сход | НЙК 4    | ЛОН 10 | ЛОН 5  | БЕР 21 | БЕР 6 |          | 11    | 79   |
| 2021/22 | TAG Heuer Porsche Formula E Team | Spark SRT05e       | Porsche 99X Electric | ДИР 11   | ДИР 9    | МЕХ 1  | РИМ 8 | РИМ 6    | МОН Сход | БЕР 6    | БЕР 12  | ДЖА 8  | МАР 12   | НЙК 6    | НЙК 11 | ЛОН 10 | ЛОН 10 | СЕУ 7 | СЕУ Сход | 10    | 71   |
| 2022/23 | TAG Heuer Porsche Formula E Team | Formula E Gen3     | Porsche 99X Electric | МЕХ 2    | ДИР 1    | ДИР 1  | ХАЙ 4 | КЕЙ Сход | САН 7    | БЕР 6    | БЕР 7   | МОН 10 | ДЖА 1    | ДЖА 6    | ПОР 8  | РИМ 9  | РИМ 7  | ЛОН 9 | ЛОН 10   | 4     | 149  |
| 2023/24 | TAG Heuer Porsche Formula E Team | Formula E Gen3     | Porsche 99X Electric | МЕХ 1    | ДИР 8    | ДИР 7  | САН 4 | ТОК 5    | МИЗ 16   | МИЗ 1    | МОН 5   | БЕР 5  | БЕР 4    | ШАН 2    | ШАН 20 | ПОР 10 | ПОР 4  | ЛОН 1 | ЛОН 2    | 1     | 198  |
| 2024/25 | TAG Heuer Porsche Formula E Team | Formula E Gen3 Evo | Porsche 99X Electric | САН Сход | МЕХ 3    | ДЖИ 15 | ДЖИ 8 | МАЙ      | МОН      | МОН      | ТОК     | ТОК    | ШАН      | ШАН      | ДЖА    | БЕР    | БЕР    | ЛОН   | ЛОН      |       |      |